# Plevușcă
Plevușca sau fufa (Leucaspius delineatus) este un pește dulcicol pelagic de cârd, de talie mică (6–9 cm) din familia ciprinidelor (Cyprinidae), din apele stătătoare și cele lin curgătoare din Europa centrală și estică, unde se găsește în apropierea suprafeței apei. În România și  Republica Moldova se găsește pretutindeni în toate apele stătătoare și curgătoare (bălți, eleșteie, iazuri, lacuri, râuri, pâraie) până în regiunea montană. Are corpul alungit, zvelt, ușor comprimat lateral și acoperit cu solzi cicloizi caduci de dimensiuni medii. Capul este comprimat lateral și are ochii mari, gura terminală cu deschidere oblică în sus, lipsită de mustăți. Înotătoarea dorsală se înserează în urma marginii posterioare a înotătoarei ventrale. Înotătoarea anală este înserată sub marginea posterioară a dorsalei. Înotătoarea caudală, profund excavată, cu lobii aproape egali și ascuțiți. Coloritul corpului verzui-cafenie pe spate și argintiu pe laturi și abdomen. Pe laturi are o dungă albăstruie, dispusă longitudinal. Înotătoarele sunt incolore. Se hrănește cu fitoplancton, zooplancton și insecte. Depune icrele pe vegetația acvatică, în aprilie-mai. Are valoare economică redusă.